# Noudar

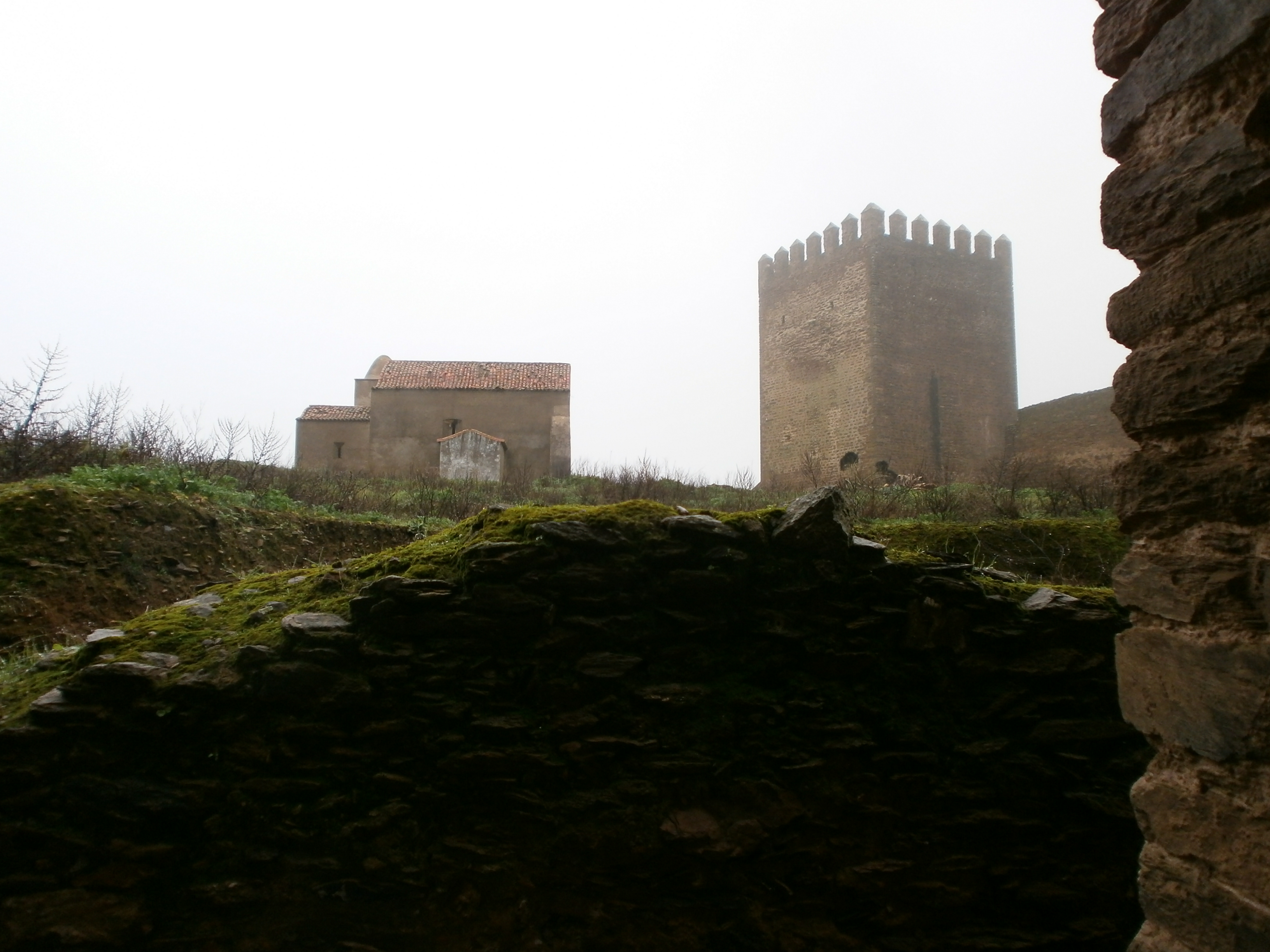
Noudar

Noudar foi uma vila e sede de um antigo concelho português, extinto em 1825. Encontra-se hoje despovoada, correspondendo o antigo concelho ao atual município de Barrancos.
A antiga vila situava-se no interior do Castelo de Noudar, mandado edificar pelo rei Dom Dinis e concluído em 1308.

## História
Situada num monte elevado, circundado pela Ribeira de Murtega e pelo Rio Ardila, foi mandada povoar pelo rei Dom Dinis em 1295.
Em abril de 1491, o rei Dom João II ordenou que fossem demarcados os termos da vila de Noudar com a vila de Moura, trabalho que viria a ser executado por João Jorge. No ano seguinte, enviou a Castela Vasco Fernandes como seu procurador para com os representantes daquele reino definir os termos de Noudar com os de Anzina Sola, hoje conhecida como Encinasola.
Em 1708, possuía cerca de 400 habitantes. Nessa altura, constituía uma paróquia invocando Nossa Senhora do Desterro, tendo como prelado o prior da Ordem de Avis. Dispunha de uma Santa Casa da Misericórdia, com hospital, assim como de três ermidas. Nessa época, nas suas imediações, eram cultivados trigo, cevada e centeio e era criado gado.
Foram comendadores de Noudar os Condes de Linhares, até 1610, tendo sido sucedidos pelos Duques de Cadaval daí em diante.
Em 1896, Noudar já tinha apenas 11 habitantes e 5 habitações, encontrando-se completamente desabitada em 1919.

## Património
- Castelo de Noudar
- Parque de Natureza de Noudar